# Буколіка
Буколіка (від дав.-гр. βουκολικός — «пастуший», «пасторальний») — жанр античної поезії, в якому мовилося про вільне, безтурботне, щасливе життя на селі.

## Історія
Започаткований в Елладі (Феокрит, III ст. до н. е.), він розвинувся у творчості Мосха (II ст. до н. е.), Вергілія (І. ст. до н. е.) та ін., у романі Лонга «Дафніс і Хлоя».
За основу буколік правили народні пісні сицилійських пастухів на честь Діоніса.
Цей жанр був відроджений в добу Ренесансу (Т. Тассо, Саннадзаро та ін.).
Відлуння буколічних мотивів спостерігаються і в українській поезії XVIII ст., зокрема у творчості Григорія Сковороди («О селянський милий, любий мій покою…»).
У 39 р. до н. е. побачив світ перший великий твір Вергілія — «Буколіки» (лат. Bucolică), де поет оспівував красу рідної природи. Він дав новий поштовх буколістичній традиції у літературі: ідеалізованим описам природи, пастухів, пастушок і т. ін.
«Батьком» буколіки в світовій літературі вважається давньогрецький поет Феокрит із Сіракуз на Сицилії (III ст. до н. е.), а Вергілій уперше ввів буколіку до літератури римської.
У буколіці виділяють два жанри: еклогу (букв. «вибірка») та ідилію (букв. «картинка»). Вергілієві «Буколіки» складаються з десяти еклог, тому їх іноді так і називають — «Еклогами». Хоча в них ішлося про пастухів і пастушок, проте подекуди згадуються й суспільно-політичні події.
Вергілій, який під час написання «Буколік» двічі втрачав землю і маєток, відтворив цей момент своєї біографії у 1 і 9 еклогах.
Та найвідомішою є IV еклога, де йдеться про народження якогось чудесного хлопчика, який нібито відродить на землі «золоту добу»: "Ти лише, чиста Діано, злелій нам дитину ту дивну:/ З нею залізна доба переходить, спадає в непам'ять. / Вік настає золотий! Непорочна, твій Феб уже з нами!… " Зокрема, утопічно зображена там «золота доба» дуже нагадує текст Біблії, і насамперед через це Вергілія згодом назвали «християнином до Христа». Порівняймо:
```
 * IV еклога «Буколік»	                                        Біблія. Книга пророка
                                                                    Ісаії 11.6-9
 * Хлопчику любий! Надійдуть часи, і побачиш ти небо…   	…І замешкає вовк із вівцею,
 * Зразу ж родюча земля принесе тобі перші дарунки:	        І буде лежати пантера з козлям,
 * Ладан поземний та кручений плюш, зростить без насіння,	І будуть разом телятко й левчук…
 * Лотосом все поцвіте, засміється веселим аконтом	        І буде бавитися немовлятко над 
 * Кози самі понесуть молоко з полонини додому,	        діркою гада,
 * Смирна худоба без страху на лева глядітиме в полі.	        І відтягне від перс дитинча
                                                               Простягне свою руку
 * Квіти ласкаві, рясні поростуть край твоєї колиски.	        Над нору гадюки, - 
 * Згине і ворог твій – змій, і все зілля отрутне загине…	Не вчинять лиха та шкоди не зроблять…
```

Особливого поширення таке прочитання Вергілія набуло в добу Середньовіччя, коли церква безроздільно панувала над усіма сферами життя. Але тоді ж виникло й протилежне сприйняття Вергілія: як чаклуна, мага, чорнокнижника (на кшталт Фауста з німецьких «народних книг» або трагедії Й. Гете).
Успіх «Буколік» перевершив найсміливіші сподівання, їхній автор став знаменитістю, і на нього звернув увагу сам Меценат.(За Ю. І. Ковбасенко. Навчальний посібник «Антична література»)

## Різновиди
Буколіка має різновиди:
- пастораль,
- еклога,
- ідилія тощо, наявні у доробку багатьох ліриків.

## В українській літературній традиції
Особливої уваги надавали їй «неокласики» (Микола Зеров, Максим Рильський та ін.). Цікаві приклади буколіки лишив у своїй поетичній спадщині В. Мисик:
Що ж, запрягай корівок, Трохиме, пора вирушати!
Хмар порідшало, тільки на грецькому темно ще.
Як же: Всім ці дощі увірились! Стерні давно потонули: В буйній отаві. Над шандрою бджоли дзвенять на осонні.
Копи давно посіріли й приплюскли, зерно проростає — : Важко й навильник тепер од землі одірвати! А потім: Довго-довго корови везуть невисоку гарбичку: До слободи, що далеко темніє садками […].